# Hiba-Dōgo-Taishaku-Quasi-Nationalpark
Der Hiba-Dōgo-Taishaku-Quasi-Nationalpark (japanisch 比婆道後帝釈国定公園 Hiba dōgo taishaku kokutei kōen) ist einer von über 50  Quasi-Nationalparks in Japan. Die Präfekturen Tottori, Shimane und Hiroshima sind für die Verwaltung des Parks zuständig. Der Park wurde am 24. Juli 1963 gegründet und erstreckt sich über eine Fläche von ca. 85 km². Mit der IUCN-Kategorie V ist das Parkgebiet als Geschützte Landschaft/Geschütztes Marines Gebiet klassifiziert.

## Landmarken
- Berg Hiba (比婆山, Hibayama): 1.299 m
- Berg  Dōgo (道後山, Dōgoyama): 1.271 m
- Berg Azuma (吾妻山, Azumayama): 1.240 m
- Berg Sentsū (船通山, Sentsūzan): 1.142 m
- Taishaku-Tal (帝釈峡, Taishaku-kyō): ca. 20 km lang
- Shinryū-See (神竜湖; Shinryū ko)

## Flora und Fauna
Das Parkgebiet ist mit Urwäldern bedeckt, in denen man Japanische Buchen, Eichen und Rosskastanien findet. Die Fauna umfasst Kragenbären, Japanmakaken, Berghaubenadler und den Japanischen Riesensalamander.

## Galerie

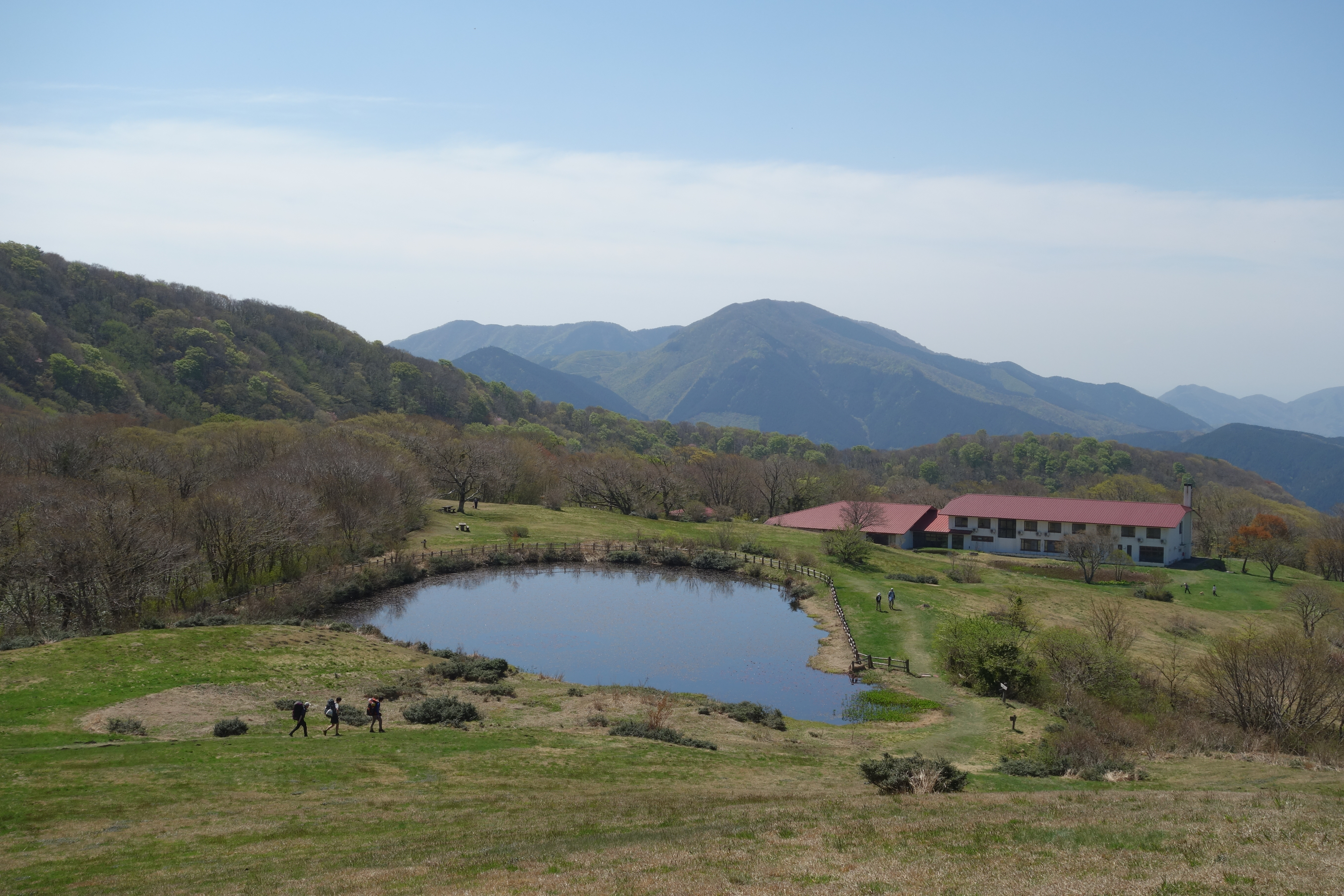
Hütte auf dem Azuma-Berg
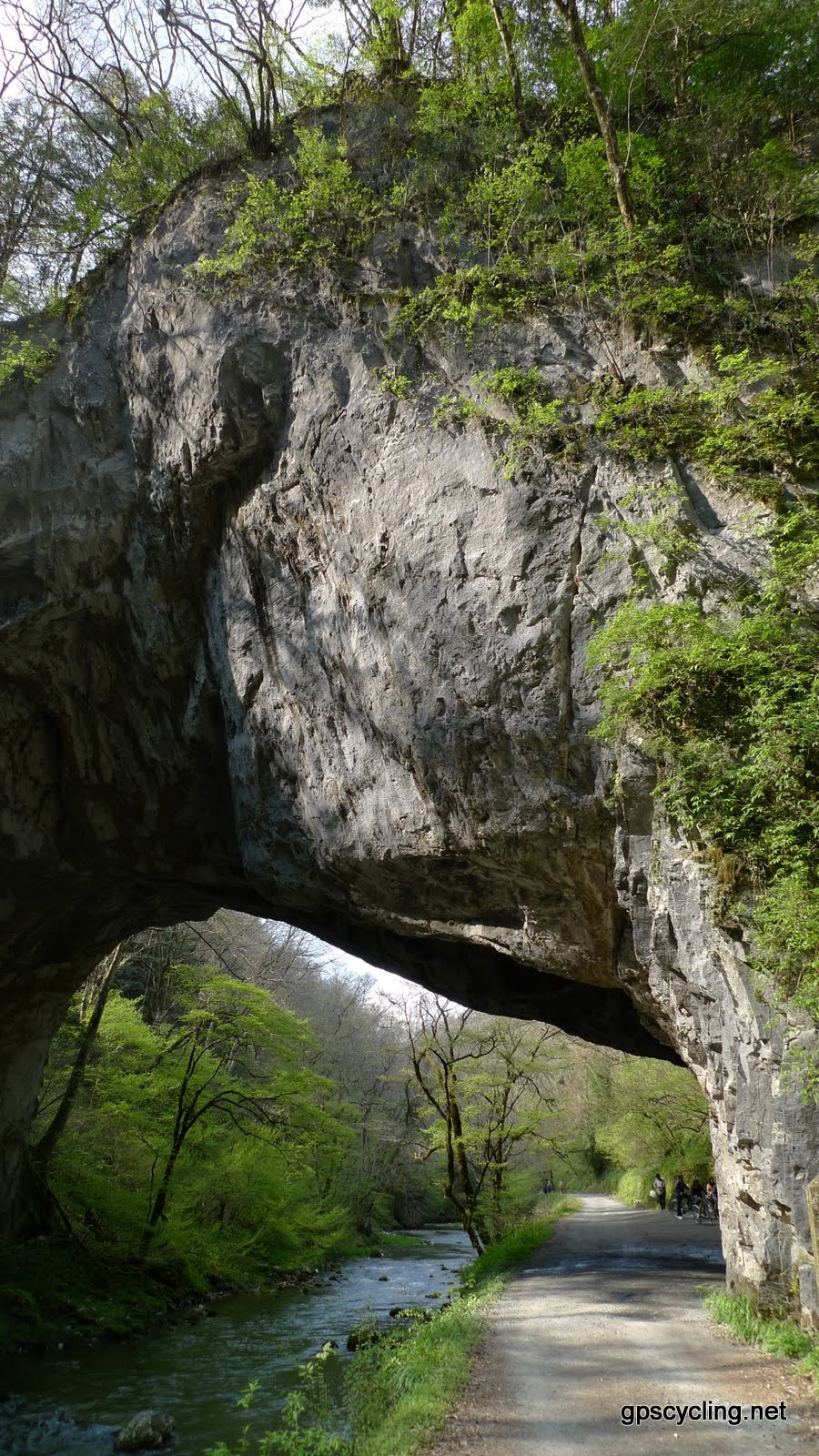
Onbashi (雄橋)
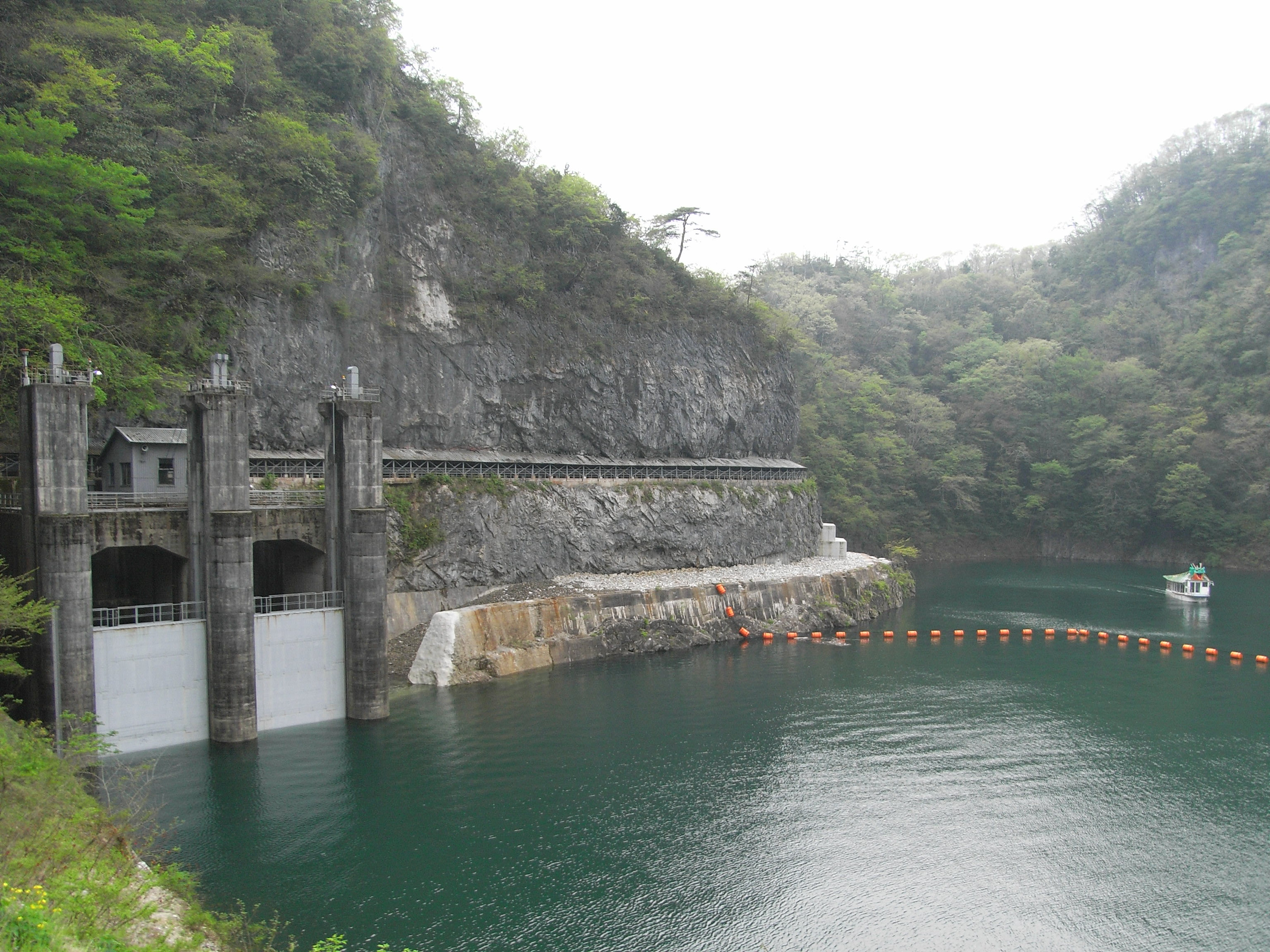
Taishakugawa-Damm